# Зелёная (Волынская область)
Зелёная (укр. Зелена) — село в Ковельской городской общине Ковельского района Волынской области Украины.
Код КОАТУУ — 0722182601. Население по переписи 2001 года составляет 758 человек. Почтовый индекс — 45060. Телефонный код — 3352. Занимает площадь 21,97 км².
Шаблон:Ковельская городская община